# احتم نظروف
اَحتَم مصطفی‌یویچ نظروف (به تاجیکی: Аҳтам Назаров؛ متولد ۲۹ سپتامبر ۱۹۹۲) بازیکن فوتبال تاجیکستانی است که در حال حاضر برای باشگاه استقلال دوشنبه و تیم ملی فوتبال تاجیکستان بازی می‌کند.